# Klaus Thomsen (Handballspieler)
Klaus Thomsen (* 26. April 1986 in Haderslev, Dänemark) ist ein ehemaliger dänischer Handballspieler und -trainer.

## Karriere
Klaus Thomsens erste Stationen als Handballspieler waren Næstved IF und Team Haderslev. Im Sommer 2004 schloss sich der Rückraumspieler Viborg HK an. Ihn warfen anfangs immer wieder Verletzungen zurück, woraufhin er sich dem Zweitligisten Lemvig-Thyborøn Håndbold anschloss. 2009 stieg Lemvig in die höchste dänische Spielklasse auf. Nachdem Lemvig 2012 den Gang in die Zweitklassigkeit antreten musste, wechselte der Abwehrspezialist zu Team Tvis Holstebro. Mit Team Tvis Holstebro stand er im Final-Four des EHF Europa Pokals 2012/13. Neben seiner Spielerkarriere war er als Trainer einer Jugendmannschaft von Tvis KFUM und an der Elitesport Akademie in Holstebro tätig. Ab der Saison 2014/15 stand er bei Bjerringbro-Silkeborg unter Vertrag. Mit Bjerringbro-Silkeborg gewann er 2016 die Meisterschaft. Nach der Saison 2020/21 beendete er seine Karriere.
Klaus Thomsen gab am 5. April 2013 sein Debüt in der dänischen A-Nationalmannschaft. Zuvor lief er schon für die B-Nationalmannschaft auf. Bei der Europameisterschaft 2014 im eigenen Land wurde er Vize-Europameister.
Thomsen trainierte in der Saison 2021/22 die U-19-Mädchenmannschaft von Silkeborg-Voel KFUM. Anschließend übernahm er das Co-Traineramt der Frauenmannschaft, die in der Damehåndboldligaen antritt.

## Privates
Seine Schwester Lene Thomsen gehörte ebenfalls dem Kader der dänischen Handballnationalmannschaft an.